# HD 194668
HD 194668，又名BD+53 2397，SAO 32534、HR 7815，是一颗恒星，视星等为6.51，位于銀經89.38，銀緯9.08，其B1900.0坐标为赤經20h 21m 50.7s，赤緯+53° 9.08′ 33″。